# Waking Life (film)
Waking Life er en filosofisk film instrueret af Richard Linklater. Filmen følger hovedpersonen igennem flere drømme-agtige sekvenser, hvor han deltager i diskussioner om virkelighed, fri vilje, forhold og meningen med livet. 
Waking Life er lavet med med en særlig teknik, hvor man først filmer hele filmen digitalt og siden tegner streger og farver over hvert billede via computere. Teknikken kaldes på engelsk "Rotoscoping". Teknikken hjælper med at underbygge drømmefølelsen, da billederne føles upræcise og flydende ligesom i en drøm